# Сфрагнец Палеолог
Сфрагнец Палеолог (умро 1340) је био византијски племић из доба владавине цара Андроника III Палеолога. У српској историји познат је по убиству Душановог савезника Сиргијана августа 1334. године, што је приволело српског краља да закључи мир са Византијом. Такође је ковао заверу о убиству византијског цара Андроника III (1328—1341) која је откривена.

## Породица, детињство и младост
Рођен је крајем 13. или почетком 14. века. То што је носио презиме Палеолога не мора значити да је био високог порекла. Радивој Радић пише да се презиме познате породице често у Византији стављало поред скромног личног имена, често без икаквог основа. Познато је да је Сфрагнец био ожењен. Да ли је имао деце, није познато. Поједини историчари сматрају да је Сфрагнецова жена била Еуфросина Ласкарина Палеологина Сфрагнецина, којој је чувени византијски хроничар Нићифор Григора посветио песму. Јован Кантакузин и Григора пишу да је Сфрагнец био члан византијског сената, синклитик. У српској историји остао је упамћен као убица Сиргијана.

## Убиство Сиргијана
Сиргијан Палеолог је био познати византијски племић и војсковођа. Такође је био и рођак цара Андроника и један од познатијих учесника грађанског рата двојице Андроника, вођеном током 1320-тих година. У грађанском рату подржао је Андроника III, насупрот његовог деде Андроника II. Током владавине Андроника млађег (1328—1341), Сиргијан напредује у каријери. Ипак, осуђен је на смрт због велеиздаје 1333. године, те је пребегао у Србију којом је тада владао краљ Душан. Сиргијан је ступио у службу српског краља и помагао му у организовању похода против Византије. Сиргијаново учешће знатно је допринело Душановим победама против Византије на почетку владавине. Управо због тога је Андроник ковао планове да убије Сиргијана. У Дидимотици је византијски цар прикупио војску за рат против Срба. Тамо је и настао план о убиству Сиргијана. Григора и Кантакузин на различите начине описују мотице Сфрагнеца Палеолога да убије Сиргијана. Григора је писао да је Сфрагнец хтео испунити наређење Андроника како би се прославио, док Кантакузин наводи неке раније прекршаје о којима ништа не говори.
Кантакузин је био учесник рата у коме је Сфрагнец убио Сиргијана, те је вероватно био боље обавештен од Григоре. Обојица описују атентат на различите начине. Кантакузин пише да се Сфрагнец појавио у царевом шатору где је прихватио задатак. Испланирано је да цар да Сфрагнецу на управу неке градове у околини Костура сматрајући да ће Сиргијан ступити у преговоре са Сфрагнецом поводом предаје тих градова. Сиргијан је ступио у контакт са заповедником Соска и још неких тврђава тражећи да пређу на његову страну. Рођаци и пријатељи слали су му упозорења о Сфрагнецовом задатку да га убије, али се Сиргијан на њих није обазирао. Сиргијан је ступио у преговоре и са Сфрагнецом. Ради отклањања сумње, Сфрагнецова имовина је распродата, а жена му је јавно понижена. Пре распродаје његове имовине, Сфрагнец је дао да се начини списак, како би ствари касније могао повратити. Потом је, према Григори, дао заклетву верности Сиргијану. Кантакузин то не помиње.
Сфрагнец током лета 1334. године није успео да зароби Сиргијана, о чему је известио Андроника. Када се нашао у његовој пратњи, недалеко од Солуна, на реци Галик, указала му се прилика. Григора пише да је убио Сиргијана пред зидинама Солуна, када су пошли у осматрање. Кантакузин пише да је са пратњом од 30 људи Сфрагнец убио и Сиргијана и шесторицу људи који су били са њим. Убиство се десило 23. августа 1334. године. Потом се Сфрагнец склонио у Солун. Душан је достојно сахранио свог савезника. Уследили су преговори и склапање мира 26. августа 1334. године, након чега се Душан повукао на север да ратује против Карла Роберта. Сфрагнец је за успешно обављен задатак добио неколико пронија и титулу великог стратопедарха. Први пут се са том титулом јавља новембра 1334. године у повељи којом се потврђују поседи Есфигменског манастира.

## Завера против Андроника
Након убиства Сиргијана, Сфрагнец нестаје са политичке сцене. Следећи пут га у изворима срећемо тек у првој половини 1340. године када је извршио неуспешни атентат на Андроника. Догађај описују Нићифор Григора и Јован Кантакузин, без залажења у појединости. Сфрагнец је требало да убије цара у Епиру. Од 1338. године Епир се поново налазио у границама Византијског царства. Тамо је, међутим, убрзо избила побуна коју је Андроник кренуо да гуши. Андроник је због тога продро са војском и опсео њену престоницу, Арту. Сфрагнец се као царев војсковођа такође налазио под зидинама Арте. Преговарајући са Каталанцима из Тебе и Албанцима, Сфрагнец је пристао да организује атентат на цара. Ток преговора и Сфрагнецова награда нису познате. Завера је откривена, а Сфрагнец ухапшен. Умро је пре суђења. Нићифор Григора не пише о начину на који је умро, док Кантакузин бележи да је умро од дизентерије.